# Їнониці (станція метро)
50°03′16″ пн. ш. 14°22′16″ сх. д. / 50.05444° пн. ш. 14.37111° сх. д.
Їнониці (чеськ. Jinonice) — станція Празького метрополітену. Розташована між станціями «Нове Бутовіце» та «Радліцька».
Станція була відкрита 26 жовтня 1988 року у складі пускової дільниці лінії B «Сміховське надражі»—«Нове Бутовіце». До 22 лютого 1990 року станція називалася «Швермова», на честь комуніста Яна Шверма.
Конструкція станції: пілонна трисклепінна (глибина закладення: 23 м) з однією острівною платформою.

## Реконструкція
7 січня 2017 року станція була закрита на реконструкцію. Її повторне відкриття планувалося на 7 серпня 2017 року, проте пізніше перенесли на 23 серпня. Зі станції «Нове Бутовіце» сюди можна було потрапити автобусним маршрутом. 23 серпня 2017 року відбулося відкриття оновленої станції.